# Азов (монітор)

Схема розміщення артилерії на моніторі «Азов»

«Азов» — річковий монітор типу «Братіану», колишній румунський «Ion C. Bratianu», головний корабель свого типу. В СРСР відносився до типу «Азов», один з п'яти моніторів цього типу.

## Історія корабля

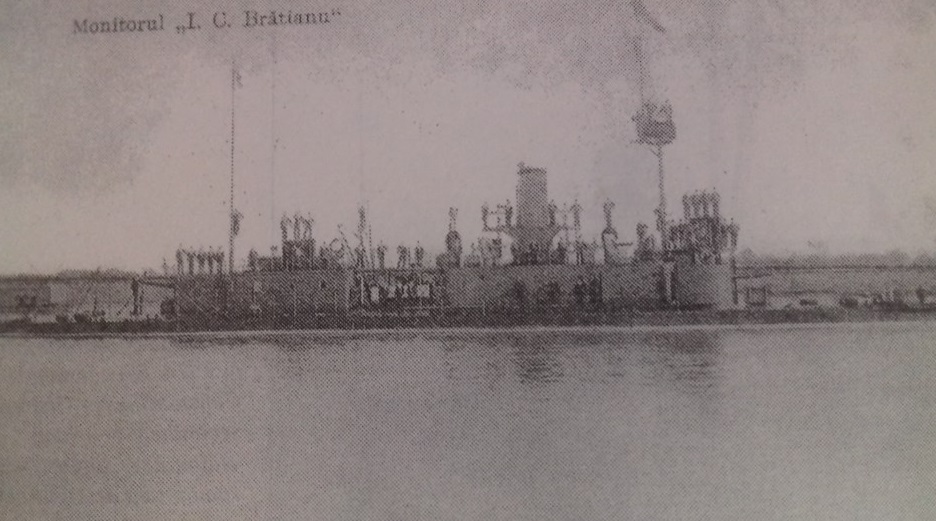
Румунський річковий монітор «Brătianu» (у майбутньому «Азов») у 1913 році

Монітор було закладено в 1906 році на судноверфі Stabilimento Tecnico Triestino в Трієсті (Австро-Угорщина) на замовлення Румунії, після чого по секціях був перевезений у Галац, де був зібраний. В 1907 році спущений на воду під ім'ям «Ion C. Bratianu» (в честь Йона Братіану, румунського державного діяча). В 1915 році корабель був захоплений Австро-Угорщиною і в 1916—1917 роках пройшов модернізацію. З 1918 по 1920 корабель контролбвала Велика Британія, яка потім повернула його Румунії. У 1937 році був проведений капітальний ремонт і модернізація корабля.

### Друга світова війна
Монітор брав участь у боях на Дунаї в червні 1941 року проти радянської Дунайської флотилії.
«Ion C. Bratianu», як і інші монітори, капітулював 26 серпня 1944 року і до 10 вересня увійшов до складу румунської бригади моніторів під радянським контролем. Пізніше румунська екіпаж був замінений радянським і 10 листопада корабель був переданий до складу Дунайської військової флотилії. 30 жовтня монітор отримав ім'я «Азов» і був включений в 1-й дивізіон моніторів 1-ї Керченської Червонопрапорної бригади річкових кораблів.
21 грудня прибув до Турну-Северин для ремонту і зимівлі. На початку березня 1945 року вступив в кампанію і 13 березня провів навчальні стрільби, після чого встав на розмагнічування, але надалі всі переходи здійснював у супроводі електромагнітних трал-барж.
5 квітня «Азов» підтримував вогнем наступ війська 1-ї югославської армії з позиції у районі Бачка Паланка. 12 квітня здійснював вогневу підтримку висадки десанту у районі Сотин-Опатовац, брав участь у Віденській наступалній операції.
Закінчення бойових зустрів у Новому Саді.

### Після війни
«Азов» виведений із бойового складу 28 лютого 1948 року, був законсервований і поставлений на відстій. 3 липня 1951 року був повернений в Румунію і до 1960 року входив до складу румунських ВМС під індексом «М202», після чого був зданий на злам.